# بيت ابن عايض (أرحب)

تعديل مصدري - تعديل

بيت ابن عايض هي إحدى قرى عزلة بني على بمديرية أرحب التابعة لمحافظة صنعاء، بلغ تعداد سكانها 29 نسمة حسب تعداد اليمن لعام 2004.